# Benni Ljungbeck
Benni Ljungbeck   (Hässleholm, 20 de juliol de 1958) és un ex-lluitador suec, especialista en lluita grecoromana, que va competir durant les dècades de 1970 i 1980.
El 1980 va prendre part en els Jocs Olímpics de Moscou, on guanyà la medalla de bronze en la prova del pes gall del programa de lluita grecoromana. Quatre anys més tard, a Los Angeles, fou sisè en la mateixa prova, mentre el 1988, a Seül, quedà eliminat en la primera ronda. En el seu palmarès també destaquen tres medalles de plata i una de bronze al Campionat d'Europa de lluita.
En retirar-se va exercir d'entrenador de lluita. Entre el 2000 i el 2010 ho fou de la selecció danesa i a partir d'aleshores de la sueca.